# Буха (Пёснек)
Буха (нем. Bucha) — община в Германии, в земле Тюрингия.
Входит в состав района Заале-Орла. Подчиняется управлению Зеенплатте. Население составляет 91 человек (на 31 декабря 2010 года). Занимает площадь 3,18 км².